# Jonathan Watton
Jonathan Watton, né à Corner Brook (Terre-Neuve), est un acteur canadien. Il est connu pour ses rôles dans les séries Les Enquêtes de Murdoch et The Handmaid's Tale : La Servante écarlate.

## Biographie
Jonathan Watton est né et a grandi à Corner Brook sur la côté ouest de l'île de Terre-Neuve.
En 2017 il interprète au Theatre Royal (en) de Bath le rôle de Roger Thornhill dans une adaptation théâtrale de La Mort aux trousses d'Alfred Hitchcock.
En 2019, il joue un rôle récurrent dans la série The Handmaid's Tale : La Servante écarlate,.

## Filmographie

### Cinéma
- 2001 : Ticket for Love (On the Line) de Eric Bross : Paul
- 2003 : Absolon de David De Bartolome : Technicien
- 2004 : A Hole in One (en) de Richard Ledes (en) : Bobby Watson
- 2004 : The Messiah: Prophecy Fulfilled (vidéo) : Yosef
- 2007 : Agent double (Breach) de Billy Ray : Geddes
- 2008 : The Job (en) (Just Business) (vidéo) de Jonathan Dueck : David Gray
- 2012 : A Dark Truth de Damian Lee : Reporter (voix)
- 2014 : A Trip to the Island de Harant Alianak : Héros
- 2014 : Maps to the Stars de David Cronenberg : Sterl Carruth
- 2014 : The Calling (en) de Jason Stone : Père Glendinning
- 2015 : Closet Monster de Stephen Dunn : Larry
- 2017 : XX de Jovanka Vuckovic : Robert Jacobs (segment The Box)
- 2018 : Crown and Anchor (en) d'Andrew Rowe : Val
- 2019 : Claws of the Red Dragon (en) de Rob W. King et Kevin Yang : Michael Freeman
- 2019 : Spinster (en) d'Andrea Dorfman (en) : Will

### Télévision

#### Séries télévisées
- 1999 : Les Enfants de Plumfield (en) (Little Men) : Grayson Whittaker (saison 2, épisode 2)
- 2002 : The Associates (en) : Simon Tassel (4 épisodes)
- 2003 : Mutant X : Billy Larkin (saison 2, épisode 18)
- 2003 : Sue Thomas, l'œil du FBI : Ryan (saison 1, épisode 13)
- 2005 : G-Spot (en) : Misha (saison 1, épisode 3)
- 2005 : Méthode Zoé : Hugh (saison 2, épisode 14)
- 2006 : Les Maîtres de l'horreur : Bruce Sweetland (saison 2, épisode 8)
- 2006 : Missing : Disparus sans laisser de trace : Eric Dubin (saison 3, épisode 18)
- 2008 : Supernatural : Paul Dutton (saison 3, épisode 9)
- 2011-2013 : Les Enquêtes de Murdoch : Dr Darcy Garland (14 épisodes)
- 2011 : Covert Affairs : Cameron (saison 2, épisode 11)
- 2011 : Republic of Doyle : Alex Pittman (saison 2, épisode 6)
- 2012 : Good God (en) : Tim Hailwood (7 épisodes)
- 2012 : Wrath of Grapes: The Don Cherry Story II (mini-série) : Ron Maclean (épisode 2)
- 2013 : The Listener : Nicholas D'Angelo (saison 4, épisode 13)
- 2014 : Lost Girl : Hugin (saison 4, épisode 9)
- 2014 : Saving Hope, au-delà de la médecine : Carl (saison 2, épisode 12)
- 2015 : Reign : Le Destin d'une reine : Ridley (2 épisodes)
- 2016 : Private Eyes : Adam Renfro (saison 1, épisode 8)
- 2018 : Taken : Colin Grant (saison 2, épisode 13)
- 2019-2022 : The Handmaid's Tale : La Servante écarlate : Matthew Calhoun (12 épisodes)
- 2019 : Star Trek: Short Treks : Officier de la fédération (épisode 4)
- 2021 : Strays (en) : Jeffrey (5 épisodes)
- 2021 : Mayor of Kingstown : William Chalk (2 épisodes)

#### Téléfilms
- 2000 : The Crossing (en) de Robert Harmon : Cadman
- 2001 : Haven de John Gray : Henry
- 2005 : Four Minutes de Charles Beeson : Hamilton
- 2006 : Between Truth and Lies de John Bradshaw : John Walters
- 2007 : They Come Back de John Bradshaw : Mason
- 2010 : Le Bel Arnaqueur (Perfect Plan) de Tristan Dubois : Garrett Crawford
- 2015 : Pirate's Passage de Mike Barth et Jamie Gallant : Mings / Porky / Messager (voix)
- 2019 : Les Étoiles de Noël (Christmas Stars) de Jennifer Gibson : Jason